# Пузово (Грязовецкий район)
Пузово — деревня в Грязовецком районе Вологодской области России.
Входит в состав Перцевского муниципального образования, с точки зрения административно-территориального деления — в Перцевский сельсовет.
Расстояние по автодороге до районного центра Грязовца — 12 км, до центра муниципального образования Слободы — 2 км. Ближайшие населённые пункты — Чернава, Голубково, Гридино.
По переписи 2002 года население — 7 человек.